# Werner Loeckle
Werner Ernst Loeckle (født 4. maj 1916, død 20. marts 1996) var en tysk roer.
Loeckle roede for RG Wiking, hvor han var med i blandt andet klubbens otter, der blev tysk mester i 1936. Den repræsenterede derfor Tyskland ved OL 1936 på hjemmebane i Berlin. Tyskerne blev i indledende runde besejret af den schweiziske båd og måtte derfor i opsamlingsheat, som de vandt klart. I finalen lagde den schweiziske og den tyske båd bedst ud, men da fire af schweizerne tidligere samme dag havde roet finaler i både firer med styrmand og firer uden styrmand, slap de schweiziske kræfter op. Italienerne og amerikanerne kom efterhånden op og lå næsten lige med tyskerne, og de tre både kom i mål inden for et sekund. Amerikanerne var hurtigst og fik guld, italienerne sølv og tyskerne bronze. Ud over Loeckle bestod den tyske besætning af Alfred Rieck, Helmut Radach, Hans Kuschke, Heinz Kaufmann, Gerd Völs, Hans-Joachim Hannemann, Herbert Schmidt og styrmand Wilhelm Mahlow.
Sammen med Völs, Hannemann og Schmidt vandt Loeckle sølv ved de tyske mesterskaber i firer uden styrmand i 1936, og de blev nummer tre året efter.
Loeckle var uddannet læge og blev privatpraktiserende gynækolog i Frankfurt am Main. Han skrev flere medicinske bøger.

## OL-medaljer
- 1936:  Bronze i otter